# Stéphane Diagana
Stéphane Diagana (Saint-Affrique, 23 luglio 1969) è un ex ostacolista e velocista francese, campione mondiale dei 400 metri ostacoli ad Atene 1997.

## Record nazionali

### Seniores
- 400 metri ostacoli: 47"37 ( Losanna, 5 luglio 1995)
- Staffetta 4×400 metri: 2'58"96 ( Parigi, 31 agosto 2003) (Leslie Djhone, Naman Keïta, Stéphane Diagana, Marc Raquil)

## Palmarès
| Anno | Manifestazione  | Sede       | Evento      | Risultato  | Prestazione | Note                                     |
| ---- | --------------- | ---------- | ----------- | ---------- | ----------- | ---------------------------------------- |
| 1990 | Europei         | Spalato    | 400 hs      | 5º         | 48"92       |                                          |
| 1992 | Europei indoor  | Genova     | 200 metri   | 6º         | 21"53       |                                          |
| 1992 | Giochi olimpici | Barcellona | 400 hs      | 4º         | 48"13       |                                          |
| 1992 | Giochi olimpici | Barcellona | 4×400 metri | Batteria   | 3'04"25     |                                          |
| 1993 | Mondiali        | Stoccarda  | 400 hs      | 4º         | 47"64       |                                          |
| 1994 | Europei         | Helsinki   | 400 hs      | Bronzo     | 48"23       |                                          |
| 1994 | Europei         | Helsinki   | 4×400 metri | Argento    | 3'01"11     |                                          |
| 1995 | Mondiali        | Göteborg   | 400 hs      | Bronzo     | 48"14       |                                          |
| 1997 | Mondiali        | Atene      | 400 hs      | Oro        | 47"70       | Miglior prestazione mondiale stagionale  |
| 1999 | Mondiali        | Siviglia   | 400 hs      | Argento    | 48"12       | Miglior prestazione personale stagionale |
| 2002 | Europei indoor  | Vienna     | 4×400 metri | Argento    | 3'06"42     |                                          |
| 2002 | Europei         | Monaco     | 400 hs      | Oro        | 47"58       |                                          |
| 2003 | Mondiali        | Parigi     | 400 hs      | Semifinale | 48"64       |                                          |
| 2003 | Mondiali        | Parigi     | 4×400 metri | Oro        | 2'58"96     | Record nazionale                         |

## Altre competizioni internazionali
1992
- Bronzo in Coppa del mondo ( L'Avana), 400 hs - 49"34

1994
- Bronzo alle IAAF Grand Prix Final ( Parigi), 400 hs - 48"64

1997
- Argento alle IAAF Grand Prix Final ( Fukuoka), 400 hs - 48"14

1998
- Oro alle IAAF Grand Prix Final ( Mosca), 400 hs - 48"30

2002
- Argento alle IAAF Grand Prix Final ( Parigi), 400 hs - 47"82